# せとうち周桑バス
せとうち周桑バス株式会社（せとうちしゅうそうバス）は、愛媛県西条市に本社を置くバス事業者。瀬戸内運輸の完全子会社。西条市丹原・小松地区で路線バスを運行する。本社及び営業所は瀬戸内運輸の周桑営業所に隣接する。

## 沿革
- 1989年
  - 8月 - 「せとうち周桑バス株式会社」設立。
  - 10月 - 瀬戸内運輸の周桑営業所管内の10路線を引き継ぎ、運行開始[1]。
- 1999年11月1日 - 小松町役場（現:小松総合支所）～石鎚山ハイウェイオアシス間に路線バスを開設[2]。
- 2023年9月30日 - 保井野線が廃止となる[3]。
- 2024年10月1日 - 三芳線のルートを変更し、起終点も東予総合支所～三芳駅前に変更。

## 路線
壬生川線
- 周桑営業所 - 共立病院入口 - 横田 - 国広 - 湯谷口
- 周桑営業所 - 共立病院入口 - 周ちゃん広場 - 上町入口 - 湯谷口
  - 丹原上町～湯谷口間はフリー乗降区間となっている。

三芳線
- 東予総合支所 - 共立病院入口 - 周ちゃん広場 - 三芳駅前

関屋線
- 周桑営業所 - 共立病院入口 - 上町入口 - 湯谷口
  - 丹原上町～湯谷口間はフリー乗降区間となっている。

湯谷口線
- マルナカ氷見店 - 小松総合支所前 - 大頭  - 湯谷口

ハイウェイオアシス線
- 小松総合支所 - 石鎚山ハイウェイオアシス
  - 小松総合支所～石鎚山ハイウェイオアシス間はフリー乗降区間になっている。

## 主な乗り換え
- 「湯谷口」で、せとうちバス新居浜 - 松山特急線（伊予鉄バスと共同運行）
- 「壬生川港」で、せとうちバス今治 - 新居浜線
- 「小松総合支所」で、せとうちバス新居浜 - 松山特急線、今治 - 新居浜線、周桑営業所 - 住友病院前 - マイントピア別子線（平日のみ運行）
  - 周桑営業所 - 住友病院前 - マイントピア別子線は、周桑営業所でも乗り換えられる。
  - 小松総合支所以東西条・新居浜方面へは、日祝でも最低毎時特急1便、普通1便が運行されている。
  - JR予讃線伊予小松駅まで徒歩5分ほど。
- 「壬生川駅」でJR予讃線

周桑営業所 - 小松総合支所間は、国道196号を車で3 - 4分、歩いても20分程（中山川をはさんですぐ）である。

## 車両
- 日野・リエッセなどを保有し、一部は補助ステップ付き車両も在籍する。